# Nutella
Nutella är handelsnamnet på ett nougatpålägg som produceras av det italienska företaget Ferrero. Det är stort i bland annat Tyskland, Italien och Frankrike. Föregångaren till Nutella började tillverkas på 1940-talet. Namnet Nutella började användas 1964. Varje år tillverkas 179 000 ton Nutella.

## Historik
Nutella uppfanns av den italienska konfekttillverkaren Pietro Ferrero, som försökte få fram choklad under 1940-talet, då det var hårt ransonerat. Genom att blanda hasselnötter, socker, olja och kakao fick han fram en påläggsprodukt. Produkten såldes inledningsvis i små kuber inpackade i folie, och hade en fast konsistens. Det var meningen att man skulle skära skivor av pastan och lägga på smörgåsen. Men när föräldrar klagade över att deras barn plockade bort skivorna från brödet och endast åt dessa, gjorde han blandningen krämigare och började sälja den i burkar istället. Den kallades för Supercrema. Ferreros son Michele gjorde produktförändringar och kallade den slutliga produkten för Nutella. Nutella är en sammansättning av nut (det engelska ordet för nöt) och ella (latinskt suffix för sötsak).

## Innehåll

### Ingredienser
- socker
- palmolja
- hasselnötter (13%)
- fettreducerad kakao (8,5 %)
- skummjölkspulver (7,5%)
- laktos
- vasslepulver
- emulgeringsmedel (sojalecitin)
- vanillin

### Innehåll
- kolhydrater: 56,8 gram
- fett: 31 gram
- fosfor: 172 mg
- magnesium: 75 mg
- vitamin E: 6,6 mg
- vitamin B2 (Riboflavin): 0,25 mg
- vitamin B12 (Kobalamin): 0,26 µg